# El 3 de mayo en Madrid
El 3 de mayo en Madrid (también conocido como El 3 de mayo de 1808 en Madrid, Los fusilamientos en la montaña del Príncipe Pío o Los fusilamientos del tres de mayo) es un cuadro del pintor español Francisco de Goya terminado en 1814 que se conserva en el Museo del Prado (Madrid, España). La intención de Goya era plasmar la lucha del pueblo español contra la dominación francesa en el marco del levantamiento del dos de mayo, al comienzo de la guerra de Independencia española. Su pareja es El dos de mayo de 1808 en Madrid —también llamada La carga de los mamelucos—. Ambos cuadros de la misma época y corriente tienen la técnica y cromatismos propios del Goya maduro. Goya sugirió el encargo de estos cuadros de gran formato a la regencia liberal de Luis María de Borbón y Vallabriga, antes de la llegada del rey Fernando VII. Se decía que adornaron un arco del triunfo dedicado al rey en la Puerta de Alcalá. Sobre ello se tienen relatos que narran la entrada de Fernando VII a Madrid, que afirman:

La mañana del 13 de mayo llega Fernando a Madrid. Entra por la puerta de Atocha y se detiene en la de Alcalá, de los arcos cubiertos de rosas penden dos grandes cuadros de Goya, encargados por el regente Luis María: El dos de mayo en Madrid y Los fusilamientos en la montaña del Príncipe Pío, el tres de mayo de 1808. Se detiene el monarca a admirar las pinturas por un momento, luego continúa el paseo triunfante, en su tétrica carroza negra.
Biografía de Luis María de Borbón, regente de España

Últimas investigaciones lo desmienten. En cualquier caso, la intención de Goya para hacer estos cuadros queda plasmada en una carta autógrafa del aragonés:

Siento ardientes deseos de perpetuar por medio del pincel las más notables y heroicas acciones o escenas de nuestra gloriosa insurrección contra el tirano de Europa.—Ápud Glendinning (2005), pág. 120.

La oscura pintura muestra imágenes fuertes y crea el arquetipo del horror en la pintura española, que Goya aprovechó en esa época para sus aguafuertes titulados Los desastres de la guerra. 
El 3 de mayo de 1808 ha inspirado numerosos cuadros, como El fusilamiento de Maximiliano, de Édouard Manet, así como otras obras de éste relativas a la acción bélica. Guernica y Masacre en Corea son las dos obras de Pablo Picasso en que se aprecia la influencia de Los fusilamientos.
En la década de 1850 el pintor José de Madrazo —entonces director del Prado— puso en duda que Goya hubiese pintado este lienzo. Afirmó que «el cuadro es de calidad muy inferior a otros retratos del maestro Goya». Décadas después, durante el apogeo del impresionismo y del Romanticismo, adquirió fama mundial al ser considerada antecedente directo de tales estilos. La obra fue trasladada a Valencia en 1937 junto con todo el fondo del Museo para evitar posibles daños durante la Guerra Civil, pero durante el trayecto la obra sufrió un accidente. Los desperfectos se fueron reparando gracias a las restauraciones emprendidas en 1938, 1939, 1941 y 2008. En esta última restauración, realizada por Clara Quintanilla, se ha procedido a la limpieza y restauración completa del cuadro, a base de rebajar los barnices amarillentos que cubrían gran parte de la obra y se han reintegrado algunas partes que resultaron dañadas en el accidente.

## Contexto histórico

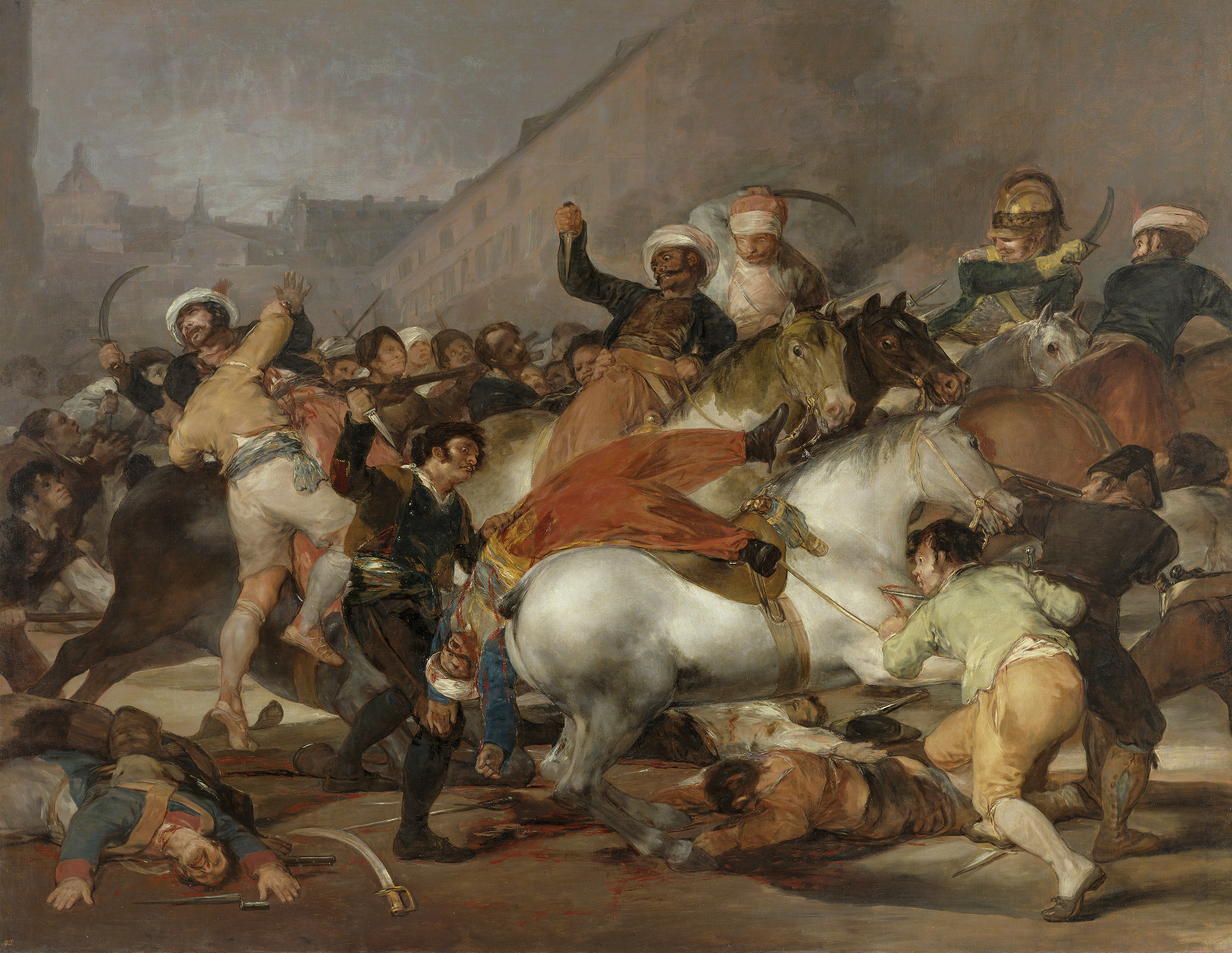
El dos de mayo de 1808 en Madrid, pareja de Los fusilamientos. En ambos se representa la pelea de los españoles contra las tropas de Francia, así como la represión que los invasores usarán a modo de escarmiento.

Napoleón Bonaparte se autoproclamó cónsul de la Primera República Francesa el 18 de febrero de 1799, y en 1804 Pío VII le coronó emperador. España controlaba el acceso al mar Mediterráneo y poseía varias colonias, por lo que era un punto crucial en el mapa europeo que los franceses debían dominar cuanto antes. Carlos IV, un hombre abúlico y desinteresado por el gobierno, era el rey de España desde 1788. La reina María Luisa de Parma y su supuesto amante, el primer ministro Manuel Godoy, manejaban el reino. Napoleón tomó ventaja de la situación y propuso al gobierno español conquistar Portugal y repartirlo entre ambas naciones. El Príncipe de la Paz —como se conocía a Godoy— negoció el trato y poco después aceptó gustoso la oferta, y permitió a los franceses penetrar en territorio español. Sin embargo, las verdaderas intenciones del emperador eran otras, conquistar España y Portugal en simultáneo y situar a su hermano José Bonaparte —desde 1806, soberano de Nápoles— a la cabeza de ambos reinos. Pero el acuerdo casi subrepticio de Godoy con el Primer Imperio Francés desató descontento en esferas de la sociedad española, lo cual fue capitalizado por el príncipe Fernando de Borbón, acérrimo adversario de Godoy. Junto a otras personalidades del gobierno, como el infante Antonio Pascual, Fernando entendió que era un plan de los franceses para hacerse con el reino y pensó en asesinar al ministro e incluso a sus padres, para tomar el poder y sacar a las tropas de Napoleón.

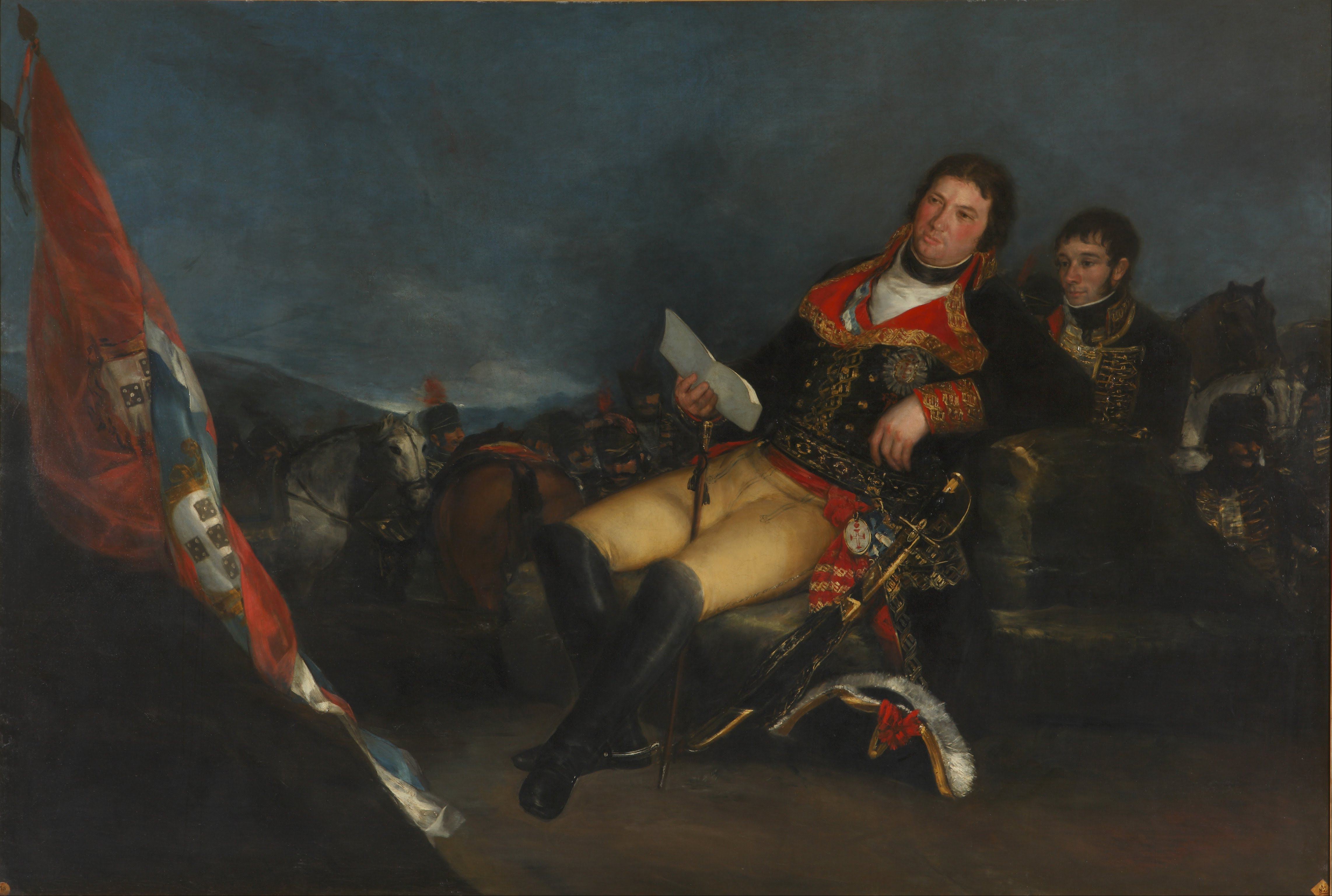
Retrato de Manuel Godoy, por Goya (1801).

Más de 20 000 soldados franceses entraron a España en noviembre de 1807, con la misión de reforzar al ejército hispano para atacar Portugal. Los españoles no opusieron resistencia y permitieron su libre tránsito. Hacia febrero de 1808, los auténticos planes de Napoleón comenzaron a saberse y hubo pequeños brotes de rebeldía en varias partes de España, como Zaragoza.
Joaquín Murat, comandante de las fuerzas francesas, creía que España reaccionaría mejor bajo el mando de José I de Nápoles, hermano de Napoleón, que gobernada por Carlos IV o por su hijo Fernando. Así lo expresó al emperador en una carta del 1 de marzo de 1808. En marzo se produjo el motín de Aranjuez. Carlos IV debió destituir a Godoy, quien debió salir del país por temor a morir linchado a manos del pueblo. Obligado por la penosa situación, el rey abdicó y Fernando se convirtió en el nuevo monarca español. Al conocer los sucesos en España, Napoleón se precipitó y aprehendió a Fernando VII, que debió devolver la corona a su padre y este la puso en manos del francés. Napoleón traspasó la corona a su hermano y desde el 6 de junio de 1808, José Bonaparte fue rey de España.
El pueblo español había aceptado gobernantes extranjeros en el pasado —la Casa de Borbón en 1700, con Felipe de Anjou (luego Felipe V) como rey—, pero esta vez no estaba dispuesto a permitir una ocupación francesa. El lunes dos de mayo, el gobierno invasor decretó la salida de los últimos miembros de la familia real, entre ellos los infantes María Luisa y Francisco de Paula. Al percatarse, el cerrajero Blas Molina gritó al pueblo: «¡Traición! ¡Nos han quitado a nuestro rey y quieren llevarse a todos los miembros de la familia real! ¡Muerte a los franceses!». Comenzó el levantamiento. Murat escribió a José Bonaparte que «el pueblo de Madrid se ha levantado en armas, dándose al saqueo y a la barbarie. Corrieron ríos de sangre francesa. El ejército demanda venganza. Todos los saqueadores han sido arrestados y serán fusilados». Tal como escribió el general, esa noche comenzó en la capital una implacable persecución de presuntos sublevados. Cualquiera que llevase una navaja —común entre los artesanos madrileños— era arrestado y condenado a muerte sin juicio. Las ejecuciones se realizaron a las cuatro de la mañana en Recoletos, Príncipe Pío, la puerta del Sol, La Moncloa, el paseo del Prado y la puerta de Alcalá. Cerca de allí se encontraba la montaña del Príncipe Pío, donde se dieron los sucesos que inspiraron a Francisco de Goya para la obra que emprendería un lustro más tarde. Días después, la población de Madrid tenía en un altísimo concepto de heroicidad a los caídos la noche del 3 de mayo. Tiempo después circularon estampas en las que conmemoraba su lucha contra Napoleón —visto ya como la personificación del Anticristo católico—. 
La vasta mayoría de los ejecutados en Príncipe Pío —actual plaza de España— eran condenados por una Comisión Militar que no les concedía derecho a defensa, aunque casi todos los rehenes habían participado en la insurrección y se les aprehendió con las armas en la mano. Goya debió documentarse mucho para sus obras —como era habitual en él— y para ello utilizó testimonios de presos que lograron fugar, como uno que huyó hacia la ribera del Manzanares.
El pintor conmemorará los hechos acaecidos en la reyerta del dos de mayo en La carga de los mamelucos, donde un grupo de milicianos franceses a caballo pelean contra el pueblo sublevado en la puerta del Sol, escenario de varias horas de fiero combate. Muchos de los rebeldes fueron sofocados, arrestados y fusilados en las localidades cercanas a Madrid durante los días siguientes, hecho que representa El tres de mayo de 1808. La oposición española persistió durante los siguientes cinco años, en forma de una dura guerra de guerrillas. Tiempo más tarde unieron sus ejércitos con portugueses y británicos, bajo la dirección de Arthur Wellesley, duque de Wellington —militar que tuvo su «bautizo de fuego» en la Península hacia agosto de 1808—. Como ya se ha dicho, en la época en la que Goya concibió este cuadro los españoles habían mitificado a tal extremo a los rebeldes de mayo de 1808 que eran ya sinónimo de patriotismo y heroísmo.

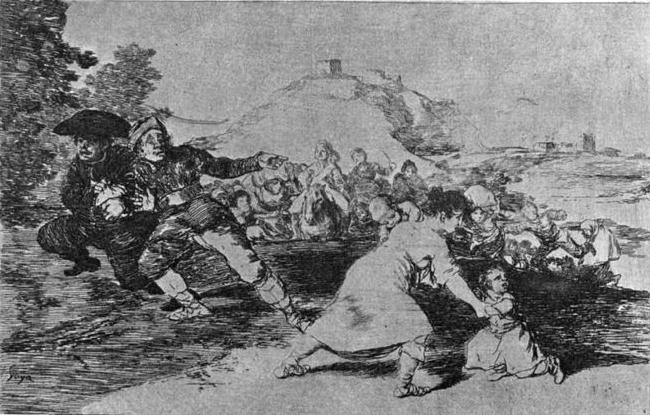
Yo lo vi, lámina 44 de Los desastres de la guerra, h. 1810-1812. Con estos aguafuertes, Goya pretende testimoniar el momento histórico que vive, a semejanza de una crónica.

Como otros españoles de ideas liberales y próximas a las de la revolución francesa —llamados, casi en forma peyorativa, «afrancesados», en referencia a su supuesta simpatía por Bonaparte—, Goya mantenía una difícil postura ante la invasión francesa, puesto que mantenía esperanzas de que España sufriese cambios similares a los que vivió el vecino país años atrás, al tiempo que se sentía herido en su orgullo español. Compartía esta visión con amigos intelectuales como Juan Meléndez Valdés y Leandro Fernández de Moratín. Un autorretrato de Goya de 1798 fue regalado al embajador francés Ferdinand Guillemardet, quien profesaba al aragonés una gran admiración. Para mantener su puesto de pintor de cámara, Goya debió servir a José I Bonaparte —véase la Alegoría de la villa de Madrid—, a pesar de que siempre ha sentido un desprecio por la autoridad y llega a degradarla en sus retratos. Mientras tanto, es testigo de la forma en que sus compatriotas pelean ante los franceses, lo que motivará algunas obras en que refleja la crueldad de los actos bélicos. Celebérrimo es El coloso —basado en los horrores físicos de la invasión y en La profecía del Pirineo, poesía de Juan Bautista Arriaza—. Las acciones de la lucha hispanofrancesa le inspiran a grabar la serie conocida como Los desastres de la guerra (1810-1815).

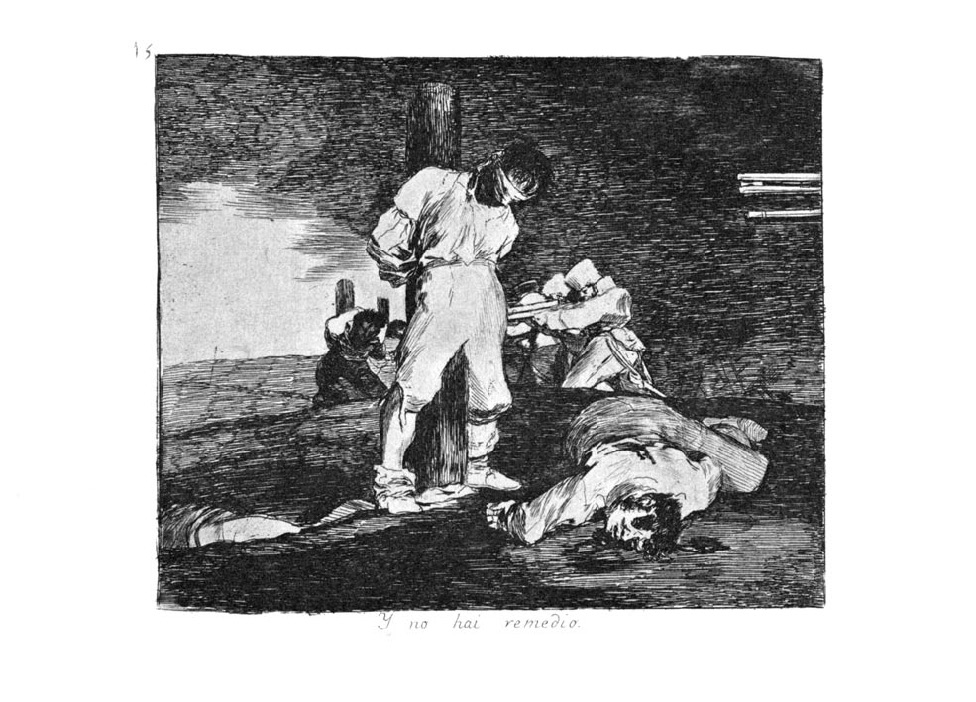
Y no hay remedio.

En febrero de 1814 los franceses fueron expulsados de España y Goya aprovechó para escribir una carta —fechada el día 24— al gobierno provisional, presidido por Luis María de Borbón y Vallabriga, donde propuso la realización de una pintura que pudiese «perpetuar por medio del pincel las más notables y heroicas acciones o escenas de nuestra gloriosa insurrección contra el tirano de Europa». Ello no obsta para que Mena considerase que «no existe documentación relevante, para aclarar si la idea de estos grandes lienzos partió de Goya. Su carta, que no se conserva, pudo haber sido su contestación y sus condiciones económicas a un encargo de la regencia de preparar una serie de lienzos conmemorativos de la defensa contra Napoleón, ante el inminente regreso de Fernando VII, que entraba en Madrid el 19 de mayo de ese año». Así, el 9 de marzo la Tesorería le informaba, a fin de que comenzara a trabajar cuanto antes en sus cuadros:

En consideración a la grande importancia de tan loable empresa y la notoria capacidad del dicho profesor para desempeñarla, ha tenido á bien admitir su propuesta y mandar en consecuencia que mientras el mencionado Dn. Francisco Goya este empleado en este trabaxo, se le satisfaga por Tesorería mayor, además de lo que por sus cuentas resulte invertido en lienzos, aparejos y colores, la cantidad de mil y quinientos reales de vellon mensuales por via de compensación.
Carta de un oficial de la Tesorería a Francisco de Goya, 9 de marzo de 1814.

A pesar de no conocerse si presenció o no las revueltas y fusilamientos, han existido muchos intentos de probar que así fue. Por aquel tiempo el aragonés habitaba una casa en la esquina de la Puerta del Sol, marco de la más brutal matanza del pronunciamiento. Supone Antonio de Trueba que el pintor presenció los eventos de mayo de 1808. Esto se lo habría contado Isidoro Trucha, el jardinero de Goya, que afirma haber acompañado al pintor durante la noche de la masacre a observar los cuerpos ejecutados. El testimonio de Trucha es reconstruido por Trueba: «en medio de charcos de sangre vimos una porción de cadáveres, unos boca abajo, otros boca arriba, en la postura del que estando arrodillado, besa la tierra, otro con las manos levantadas al suelo, que pide venganza o tal vez misericordia». Es probable que sea verídico, pues la narración incluye la descripción de «un personaje temeroso y mordiéndose los puños» y «un charco de sangre», que en el cuadro Goya pintará con gran realismo.

## Análisis

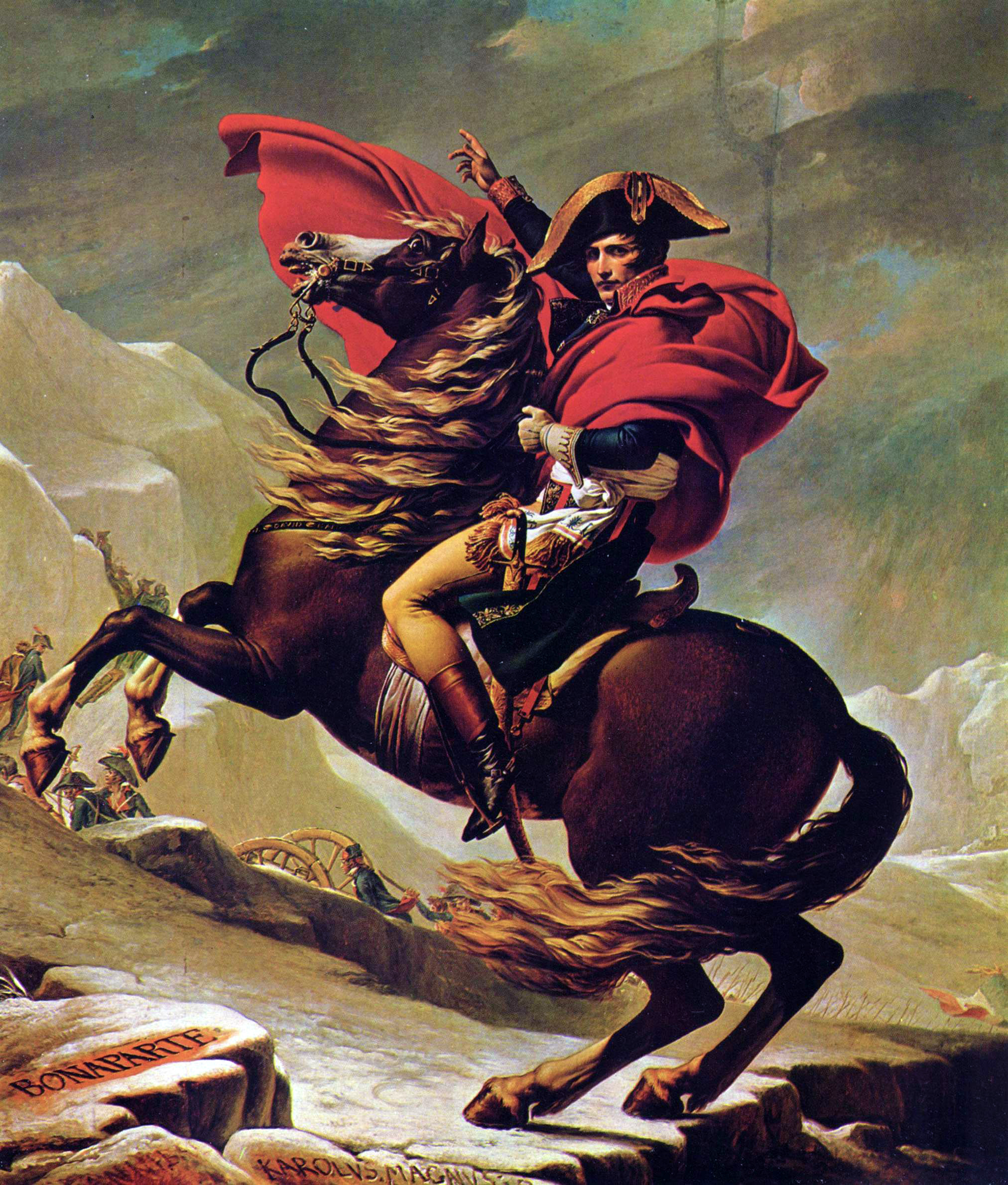
Napoleón cruzando los Alpes, de Jacques-Louis David.

Puede decirse que es pionera de una nueva generación pictórica, que rompe con las costumbres artísticas impuestas por el cristianismo y el Antiguo Régimen, ya en decadencia. No tiene ningún precedente en las pinturas de guerra y es reconocida como una de las primeras obras de lo que se conoce como arte contemporáneo. Kenneth Clark es tajante al afirmar «es la primera pintura que puede llamarse grande y revolucionaria en toda la extensión de la palabra, en su temática, en su género y en su intención».
Goya prescinde de los elementos del neoclasicismo imperante para representar la gesta. Sólo coloca en el cuadro a los ejecutados y a sus poco visibles captores.
Se trata, como considera Bozal, de uno de los cuadros más apreciados y que más repercutieron en la obra de Goya y en la forma en que ha sido examinada. También, enuncia el historiador, refleja como pocas obras el punto de vista contemporáneo hacia la comprensión de la esencia de toda conflagración.
Podría esperarse un cuadro que ensalzara al héroe como protagonista del cuadro. Bozal aprecia que Goya pudo colocar en el centro de su composición a los militares que más descollaron durante la guerra, Daoíz y Velarde, para establecer un opuesto paralelismo con aquellas obras que manifestaban el poder del emperador galo —cuyo prototipo era Napoleón cruzando los Alpes—.
El aragonés crea una composición en que el protagonismo cae en manos del colectivo anónimo que llega al más bajo estrato de violencia, diferenciándose de las estampas sobre el tema que habían publicado Tomás López Enguídanos, Zacarías González Velázquez y Juan Carrafa. Estas imágenes fueron reproducidas por José Ribelles y Alejandro Blanco (h. 1813), y para cuando Goya aborda la ejecución de sus cuadros de historia, las láminas —constituidas a modo de Aleluya— ya eran parte de la imaginación popular.

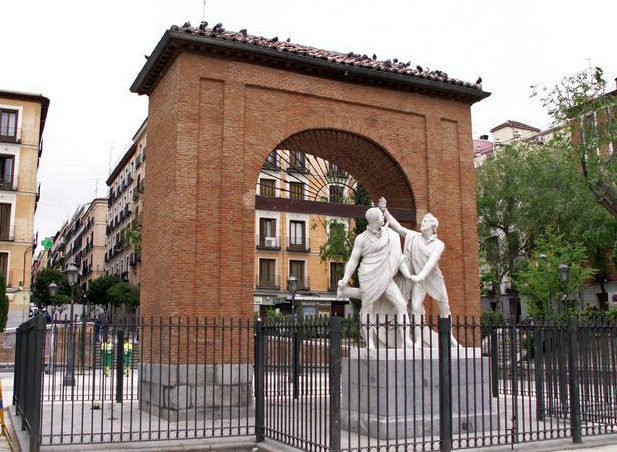
Monumento a Daoíz y Velarde.

Se categoriza dentro de la pintura histórica, que tenía algunos antecedentes en el arte español e italiano, pero ninguno tan realista como el de Goya. En lontananza se admira la silueta de algunos edificios, pero se aprecian tan desdibujados que no logran identificarse con exactitud. Sin embargo, no es inverosímil la hipótesis de que uno de ellos pueda tratarse del Cuartel del Conde-Duque, visible desde el monte del Príncipe Pío.
Contrasta demasiado con su pareja, La carga de los mamelucos. Aquí la fuerza escénica recae en el momento previo a la ejecución y no en los instantes de esta. Los franceses no tienen rostro, a manera de enemigo anónimo y mortífero. Señala Glendinning que el único intento de Goya por suavizar el tremebundo impacto psicológico que produce un fusilamiento son los poco claros frontispicios de construcciones.
Entre los personajes que van a ser asesinados existe una enorme diversidad: un religioso en actitud de oración; un hombre con gorra que espera con resignación su inminente destino; el hombre en primer plano, que alza las manos al cielo. Incluso es posible la categorización de los prisioneros en tres grupos: los ya muertos, los que están siendo fusilados y los que aguardan su turno. La irrupción de la mujer en el cuadro es notoria, aunque es una sola fémina.
Como es habitual en Goya, hay múltiples variedades de interpretaciones. Tiene una composición equilibrada y una tonalidad oscura y pavorosa, herencia de lo Sublime. Se ha dicho que quizá se pintó a modo de complemento para La carga, a pesar de que este tiene una composición y tonos totalmente distintos. Schlegel le definió como «romántico», un término aún en ciernes. También afirmó que «Goya marca en ello un deseo de romper con las costumbres del siglo XVIII».

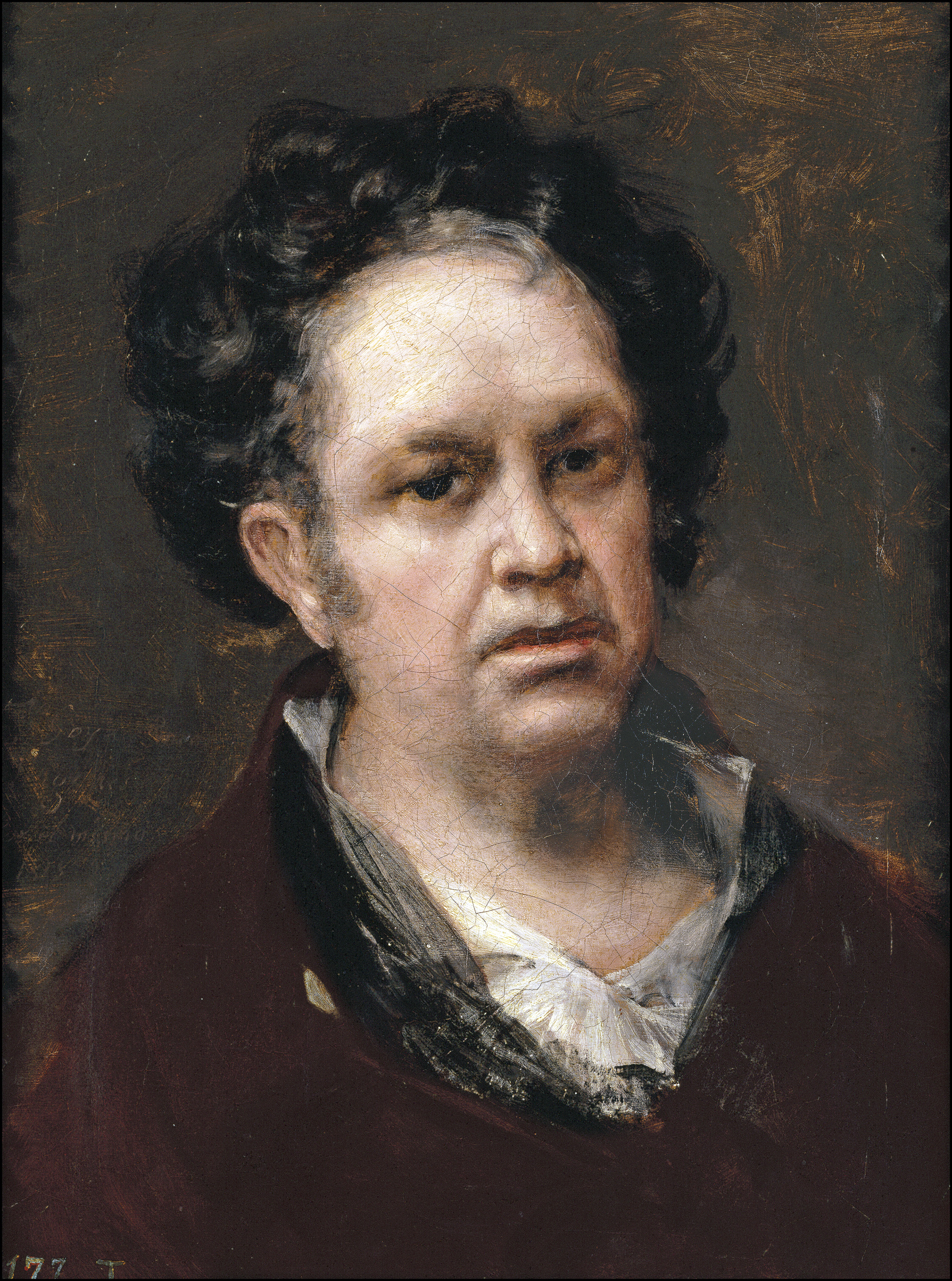
Autorretrato de Goya en 1815. En la época de este autorretrato nace El tres de mayo de 1808 en Madrid.

El momento capturado por Goya en el lienzo acaece durante la madrugada del 3 de mayo de 1808. Clark indica que las víctimas y los verdugos se enfrentan en un estrecho espacio, al afirmar que «una pincelada del genio ha contrastado las actitudes de los soldados y el objetivo irregular de sus rifles». La lámpara que yace en el suelo se transforma en la fuente de luz, perceptible en la tonalidad amarillenta que muestra el cuadro en su parte central, para toda la obra, y la mayor parte de la iluminación recae en los muertos localizados en la izquierda y en el fraile que reza arrodillado. Así podrían cumplirse las órdenes de un implacable Murat, deseoso de venganza que decide ejecutar a religiosos y miembros de las clases bajas en un intento por acallar la resistencia de los españoles. En el desorden que refleja el conjunto de las figuras subyace el deseo de Goya por únicamente conmemorar a las víctimas, pero no crea un fortísimo sentimiento patriótico que ensombrezca al rey Fernando.
El grupo de militares erecto en el lado derecho está sumido por completo en la sombra y aparentan formar un conjunto monolítico. Al observarse desde la distancia podría parecer que las bayonetas, los uniformes y el resto de las armas se han metamorfoseado en artefactos implacables e inmutables. Tampoco se pueden contemplar las caras de los soldados, pero una de las víctimas reacciona horrorizada al mirar a los soldados, convirtiéndose ambos gestos en una fuente inagotable de dramatismo para la obra —en especial si se admira el cuadro desde lejos—. El papel de la multitud de personas que se mantienen alejados de la ejecución y que cargan antorchas no se ha dilucidado, pero las dos hipótesis más difundidas establecen que se trata de soldados o de simples curiosos.
Mena sugiere, a diferencia de lo planteado por Glendinning y Tomlinson, que Goya ha recreado con maestría el enclave del sacrificio patriótico con una exactitud casi topográfica. La historiadora sostiene que es posible identificar edificios destruidos en el siglo XIX —el cuartel del Prado Nuevo, el colegio de doña María de Aragón, el cuartel del Conde Duque e incluso el palacio de Godoy—. También, señala Mena, se puede reconocer, a tenor de los uniformes, a los soldados como parte del Batallón de Marineros de la Guardia Imperial. Junto a su sable de tiros largos, los soldados llevan también el capote de reglamento. Respecto a esta cuestión Mena conjetura que la noche se había tornado fría debido a la lluvia.
La misma estudiosa afirma que el cuadro obtiene cierto rigor histórico al pintar Goya a un sacerdote, pues en la montaña del Príncipe Pío fue el único lugar en todo Madrid donde esa noche se ajustició a un eclesiástico, Francisco Gallego y Dávila. El conjunto de los historiadores concuerda en destacar el aspecto físico de los condenados, algunos sin camisa y mal vestido. Su captura, el día anterior, se produjo durante una jornada calurosa y soleada.
Es muy factible que La carga de los mamelucos y El tres de mayo de 1808 hayan sido planeados como parte de una serie mayor. Tomlinson y Buendía defienden la idea de que Goya pintó cuatro óleos para representar los hechos de mayo de 1808 en la capital española: los dos ya conocidos, Levantamiento de los patriotas ante el Palacio Real y La defensa del Parque de Artillería. Fuente vital para dicha teoría constituyen los testimonios de José Caveda, académico de la Real Academia de Bellas Artes de San Fernando que escribió en 1867 un informe en el que mencionaba otras dos pinturas alusivas al dos de mayo por parte del aragonés, y Cristóbal Férriz —coleccionista y estudioso del arte goyesco que indaga sobre los ya mencionados temas de las obras que hoy permanecen en paradero desconocido—. Algunos estudios, como el de Janis Tomlinson, hablan acerca de la desaparición como una medida que reprobaba tajantemente la representación de la revuelta popular ofrecida por dichos cuadros de Goya.

La libertad guiando al pueblo, de Eugène Delacroix, 1830. Ejemplo de arte revolucionario, del cual Goya fue pionero con El dos y el tres de mayo de 1808.

El estudio de la pieza ha provocado reacciones divergentes. Se le considera una de las mejores obras de la pintura de historia, pero el poco heroico carácter que muestran los personajes del lienzo hace que muchos críticos pongan en duda su idoneidad para representar una escena bélica. El escritor Richard Schickel analiza las deficiencias técnicas e historiográficas de El tres de mayo, como la colocación en ángulos estrechos de los soldados. Según él, ello se aleja de ser realista, ya que Goya solo deseaba alcanzar el reconocimiento académico por este cuadro y su pareja, sino reforzar el impacto de la guerra y perdurar la memoria del levantamiento en el pueblo español. Esta teoría, de acuerdo a Schickel, se apoya en la carta del pintor a la regencia.
El atractivo principal de El tres de mayo consiste en el manejo de la técnica, apartándose de las convenciones pintoresquistas vigentes. El Romanticismo idealizó las obras de Goya y las tomó de ejemplo, pues estaban imbuidas de la injusticia, la guerra y la muerte; las temáticas predilectas —y que en su trabajo enfatizara Goya— de los artistas de dicha corriente. La balsa de la medusa, de Théodore Géricault, y La libertad guiando al pueblo, de Eugène Delacroix, son ejemplos de la pintura romántica que inspiró el aragonés.

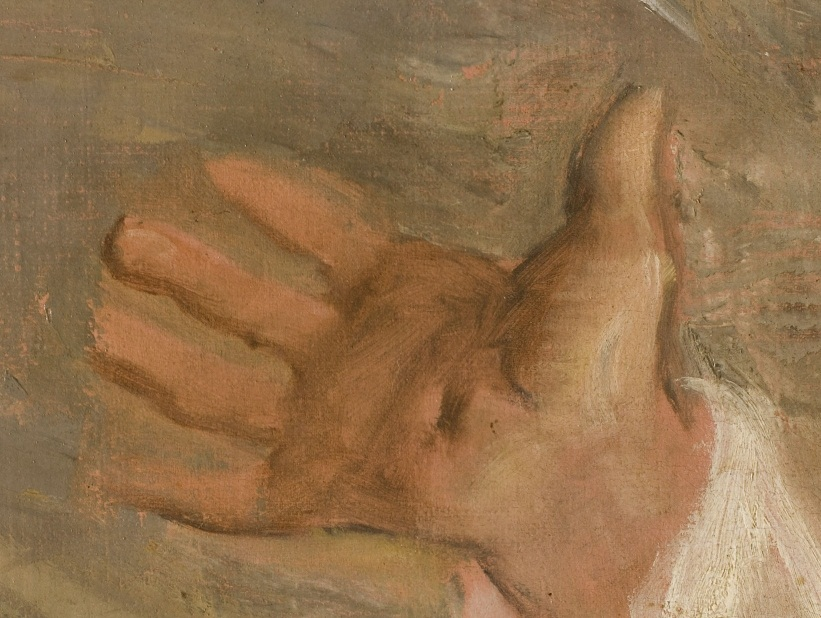
Detalle de la mano derecha de una de las víctimas, que muestra un estigma.

El asunto que trata este cuadro, así como su estructura, tienen bases en la iconografía tradicional del martirio en el arte cristiano. Esta cuestión se halla ejemplarizada por el dramático empleo del claroscuro, yuxtapuesto a la inevitable ejecución. Se puede admirar la impronta de algunos trabajos religiosos de José de Ribera, con la tortura y la muerte final como característica común, un elemento habitual en la pintura española hasta el siglo XIX.
En el centro, el hombre de camisa blanca con los brazos abiertos en el punto central recuerda la crucifixión de Cristo, pues su postura evoca a Jesús de Nazaret en el monte de los Olivos —véase el cuadro homónimo de Caravaggio y El prendimiento de Cristo o Cristo en el huerto de los olivos, del propio Goya—. La figura central de nuevo porta un estigma en la mano, muy parecida a las marcas de Cristo. La linterna sita en el centro ha sido, tradicionalmente, un instrumento atribuido a la soldadesca que prendió a Jesucristo. Sobre todo a partir del siglo XII abundan las representaciones de los romanos —que portan una linterna— arrestando a Jesús, y Pedro intentado frustrar sus planes con una espada, acción que evita Cristo. 
Además, existen en El tres de mayo algunas otras referencias al arte del cristianismo, como la gama cromática —los principales colores que se muestran son el amarillo y el blanco, a la sazón, los símbolos heráldicos del papa—. A diferencia de la iconografía cristiana, aquí no persiste el ideal de salvación que pregona el catolicismo, sino que se mira a la muerte como algo inevitable.
El ya mencionado recurso de la linterna surge durante los albores del barroco y es perfeccionado por Caravaggio, usándose tradicionalmente como una metáfora de la presencia de Dios. De igual forma, la luz emitida por las antorchas o por un candelabro tiene connotaciones religiosas, pero en El tres de mayo demuestra una intención totalmente diferente a lo hasta entonces conocido. El pelotón de fusilamiento se mueve en penumbras, y trata, quizás, de infligir más dolor a sus víctimas.
El conjunto de los fusilados permanece tan anónimo como sus verdugos. Los prisioneros ruegan a Dios, aunque no de la manera más ortodoxa. Al sentir que sus plegarias son desoídas, los patriotas españoles que han caído presos se dejan morir a manos de los franceses. Es aquí donde radica el punto crucial de la falta de heroísmo: la negativa de la salvación. 
Como contrapeso a este punto Goya ha pensado en crear una apología del martirio vivido. Nuevamente vemos a los tres grupos de cautivos: un cadáver desfigurado y sangriento, los que en ese preciso momento son ajusticiados y los que pronto lo serán. Para Licht en Goya el martirio individual carece de sentido, lo que en el pintor será la génesis de toda una ejecución masiva.

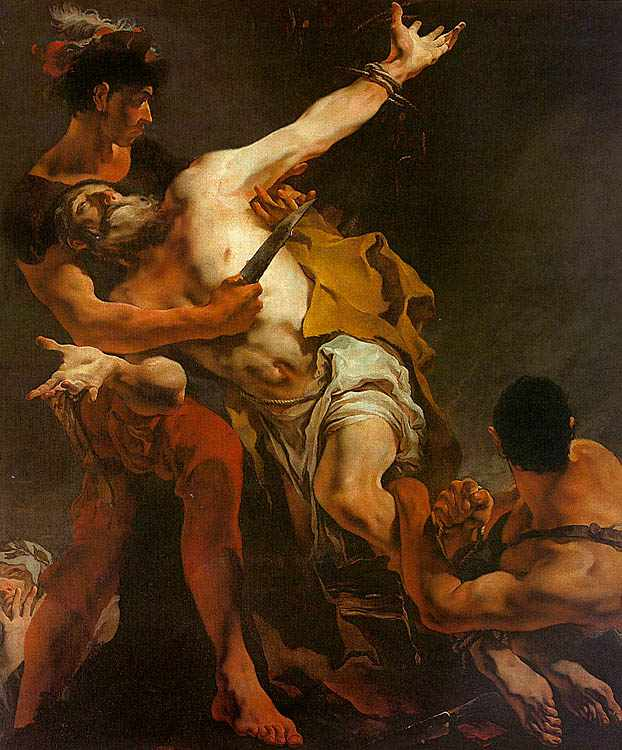
El martirio de San Bartolomé, de Giovanni Battista Tiepolo.

El italiano Giovanni Battista Tiépolo es autor de una de las obras más violentas y que supuran más dramatismo en todo el barroco: El martirio de San Bartolomé. Es muy probable que la hipótesis mencionada por Glendinning —relativa a que Goya debió de haber visto el cuadro en cuestión durante su viaje a Italia en 1771— sea verídica. Así lo sostienen otros autores como Chantal Eschenfelder. En todo caso, ambos lienzos irradian terror y merced a ello se convirtieron en piezas aclamadas por sus contemporáneos.
La manera de pintar retratos colectivos que Goya utiliza tiene un precedente en la historia del arte occidental, mas siempre se presentaba como una víctima que es asesinada en solitario. Los fusilamientos en la montaña del Príncipe Pío ofrece una visión menos catártica al crear una procesión de condenados que mueren uno tras otro.
La estética de lo Sublime ha quedado atrás, de forma que no hay posibilidad alguna de resurrección. El efecto que Goya desea producir en el espectador es que el patriotismo está antes de todo, incluso que la muerte.
Al creer que sujeto y sufrimiento están íntima e indisolublemente ligadas, Goya no hace ni el más mínimo intento por amortiguar su composición. La pincelada carente de atractivo y a los colores sangrientos, circunscritos solo a la oscuridad, originan una de las composiciones goyescas más fuertes y llenas de dramatismo, superada únicamente por las Pinturas negras.

## Referencias en otras obras de Goya

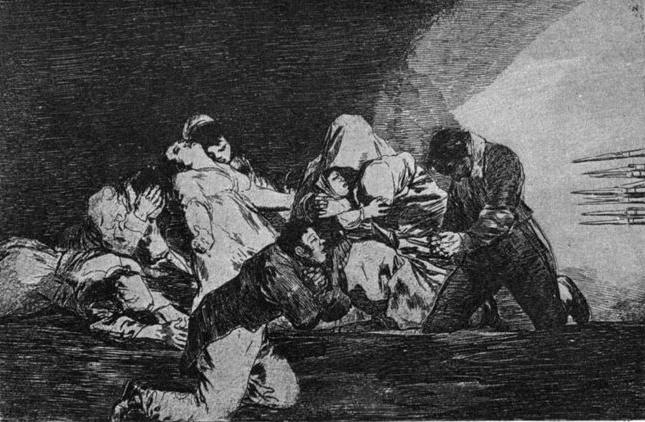
No se puede mirar, lámina 26 de Los desastres de la guerra, (1810-1812).

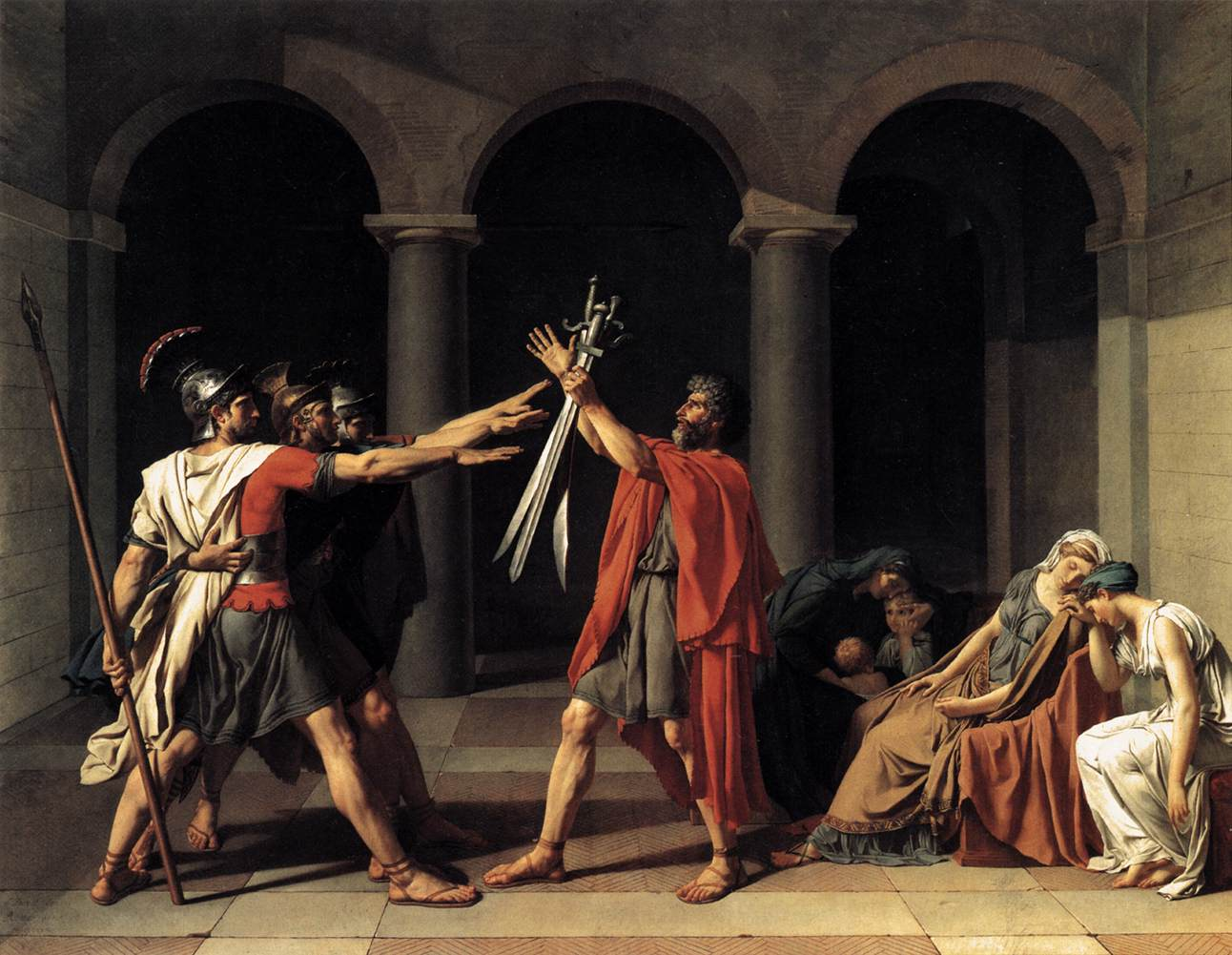
El juramento de los Horacios.

## Influencias

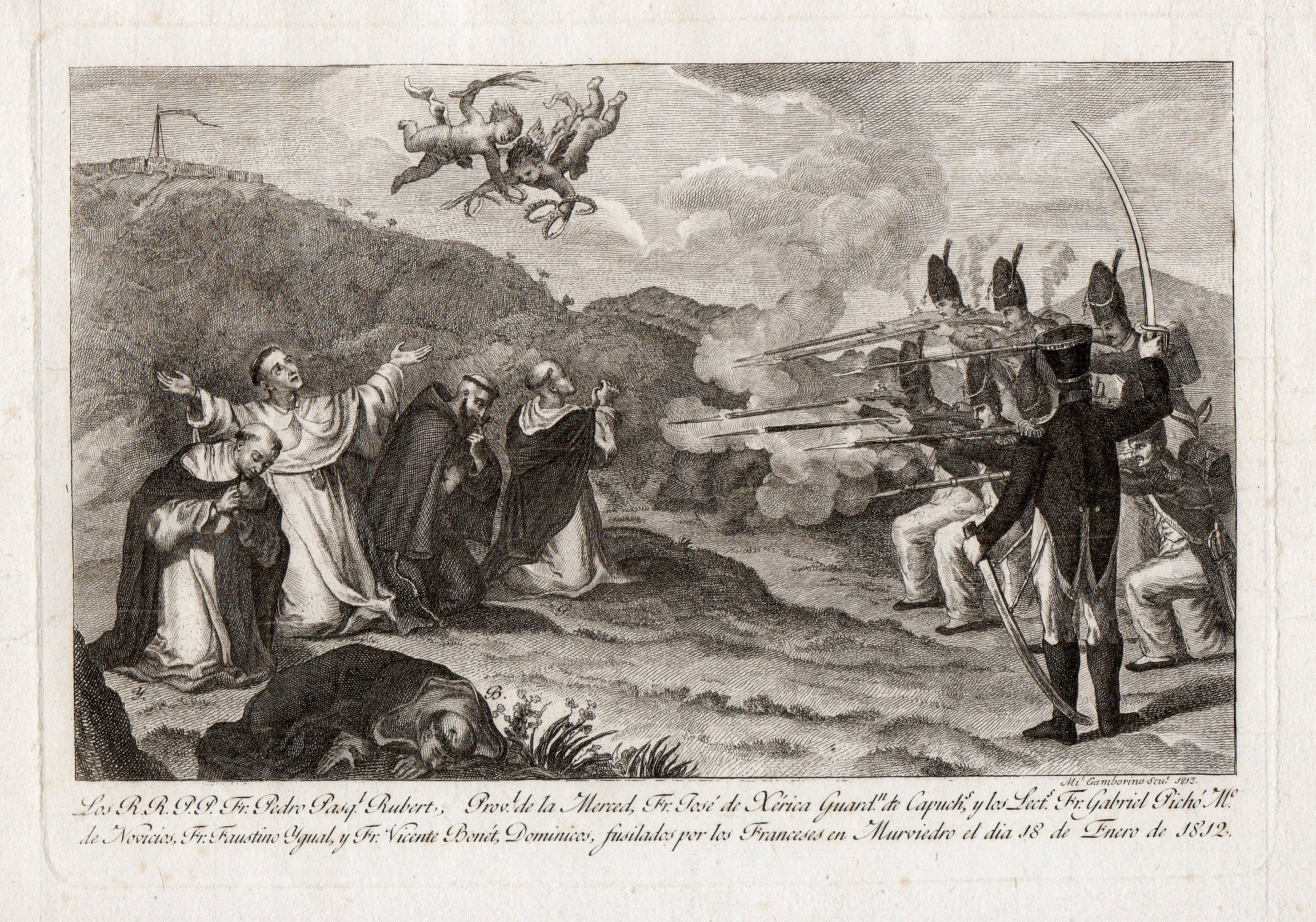
Los cinco religiosos fusilados en Murviedro, grabado de Miguel Gamborino, Biblioteca Nacional de España. La obra muestra el fusilamiento de 5 religiosos que tuvo lugar en Sagunto en 1812, durante la Invasión francesa de España (1809-1814).

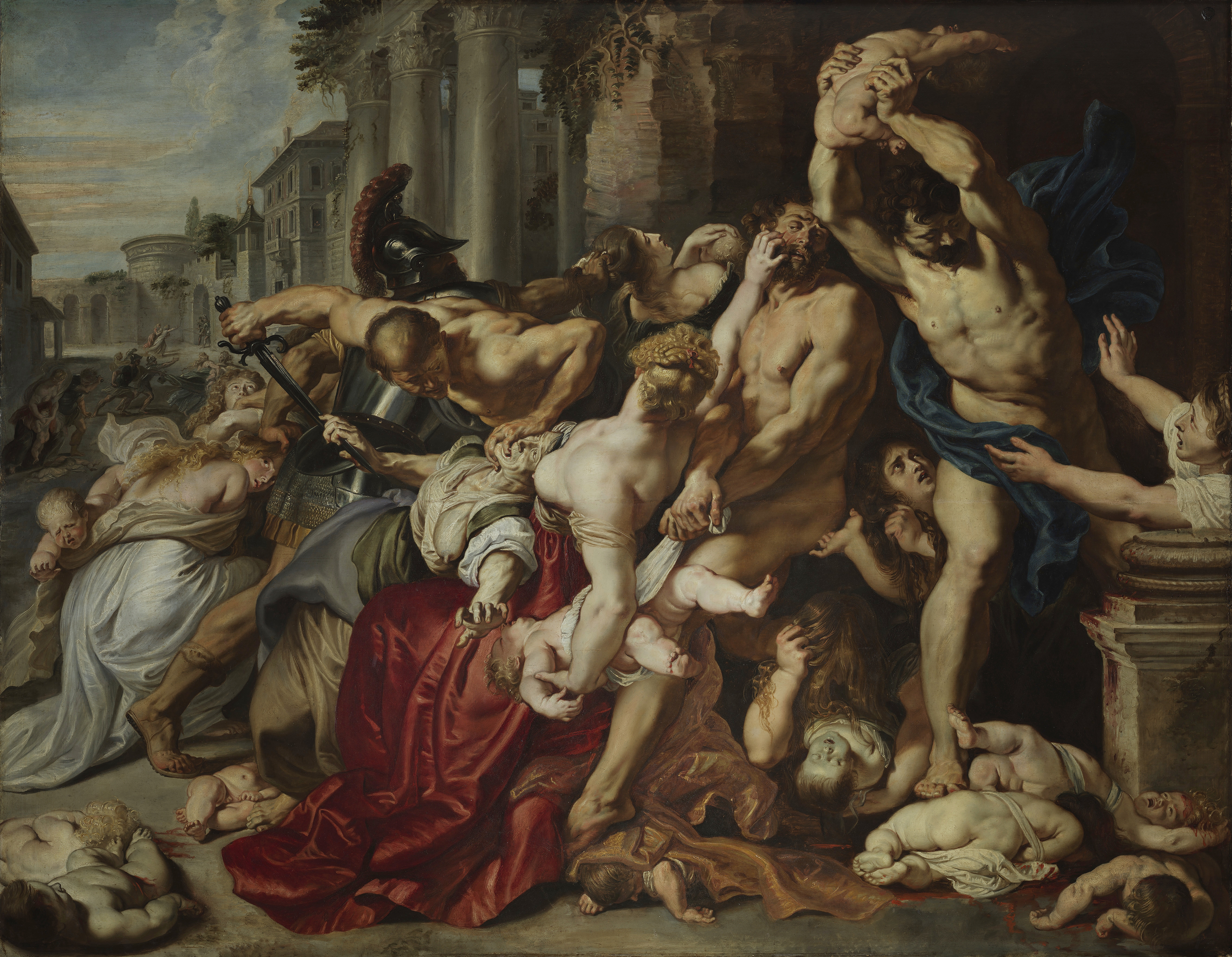
La matanza de los inocentes.

## Destino

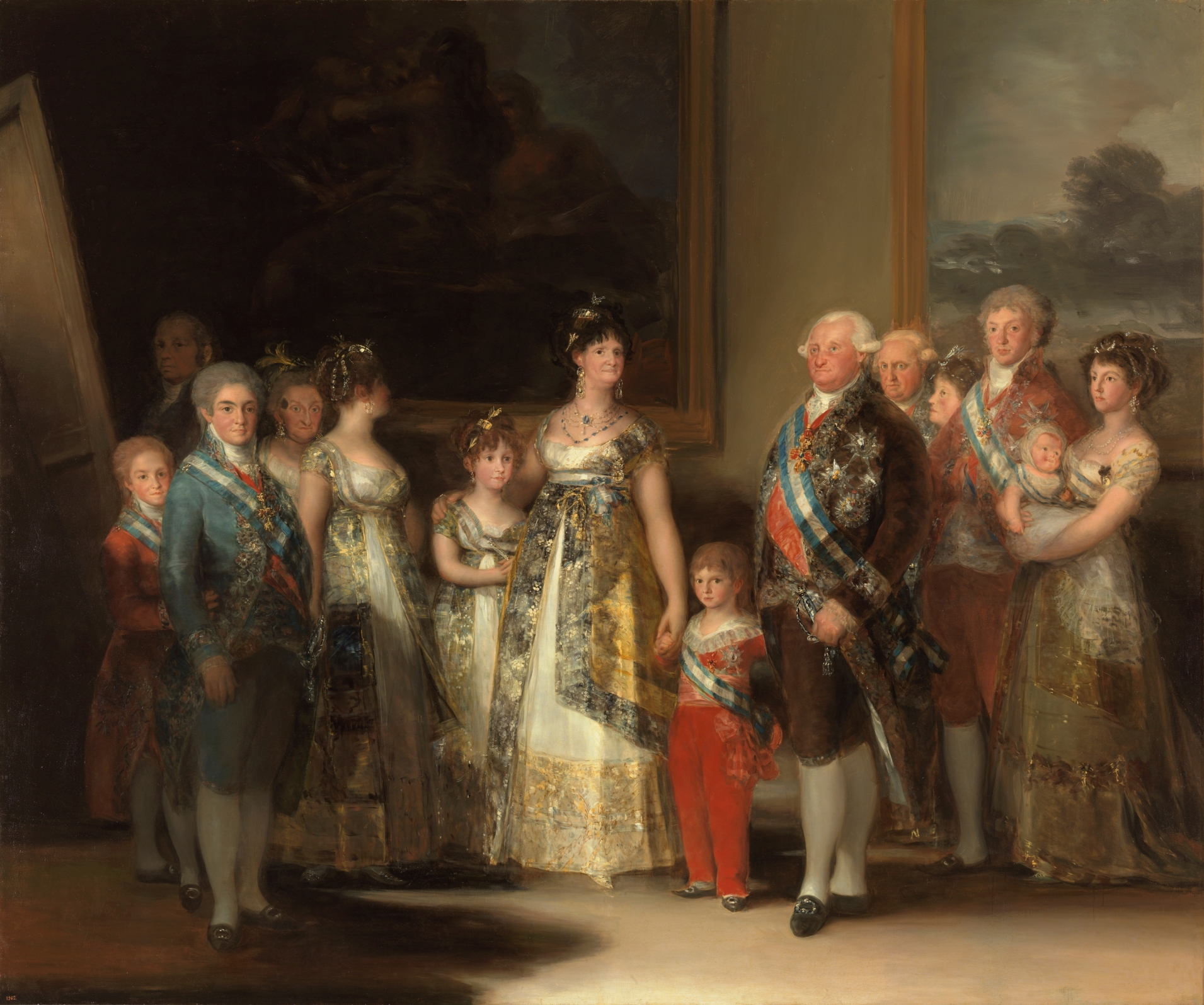
La familia de Carlos IV (1800-1801). El aragonés realizó muchos retratos de la familia real, especialmente de Carlos IV y de su esposa María Luisa, importantes promotores de su carrera como retratista. Con su hijo Fernando no había dicho vínculo, por lo que el pintor deberá retirarse de la corte.

### Restauraciones

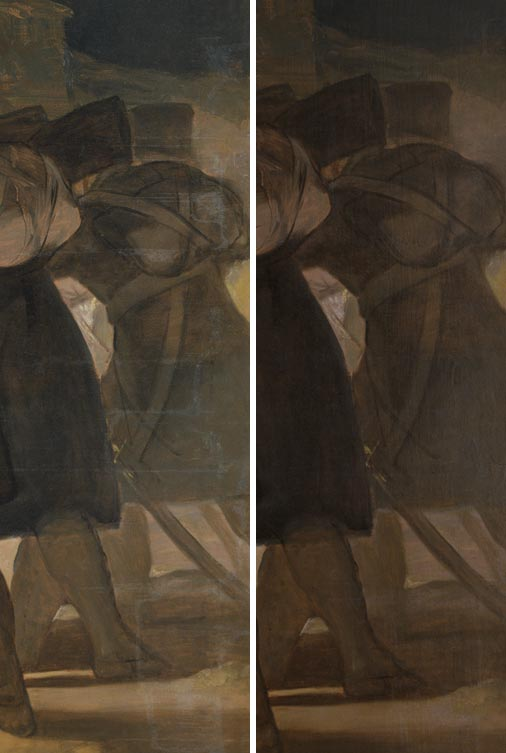
Detalle de El 3 de mayo en Madrid, antes y después de la restauración.

## Legado en el arte universal

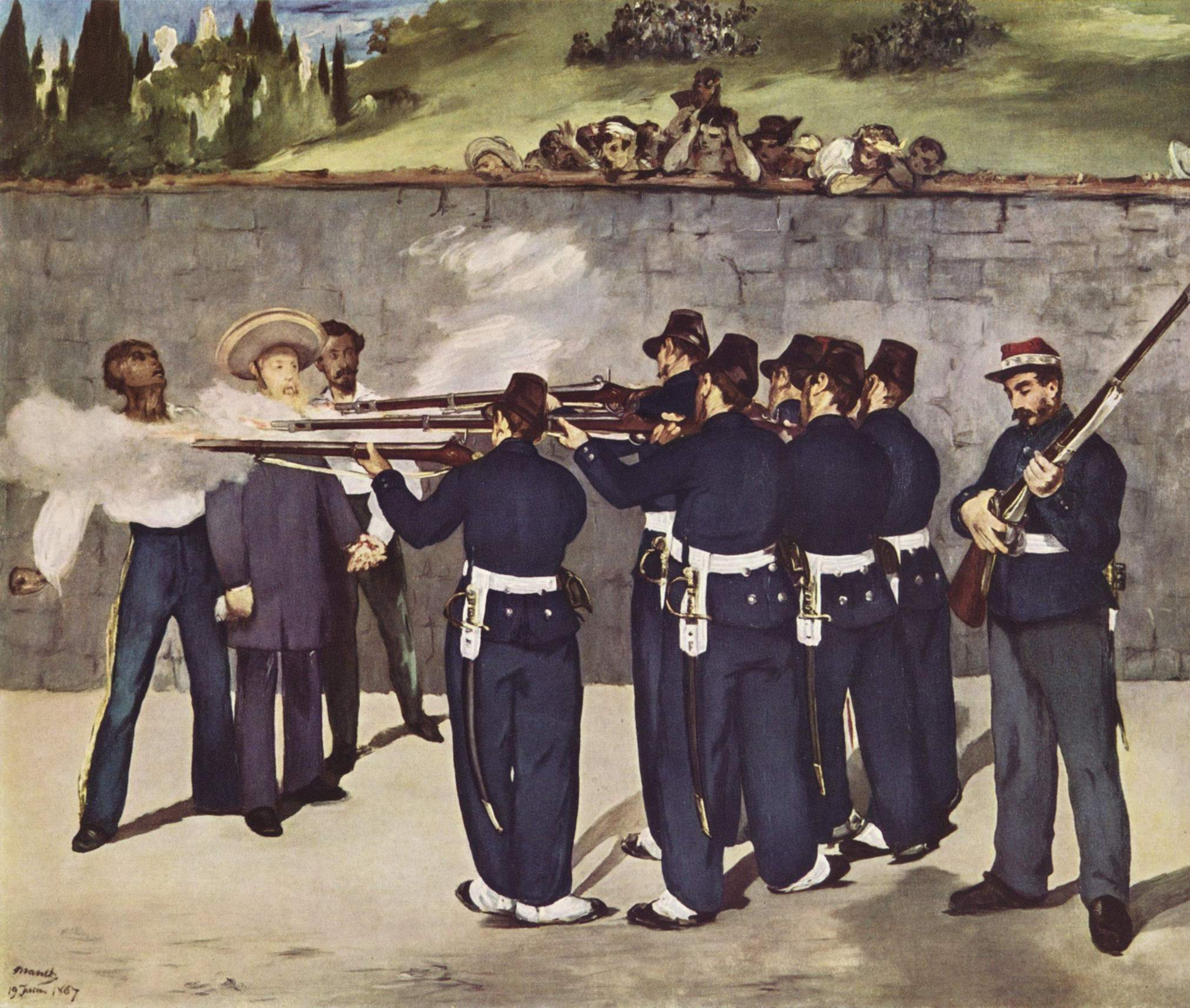
La ejecución del emperador Maximiliano (1868-1869), representa el fusilamiento de Maximiliano I de México, el 19 de junio de 1867. La temática de Manet y la técnica empleada, recuerdan a El tres de mayo.

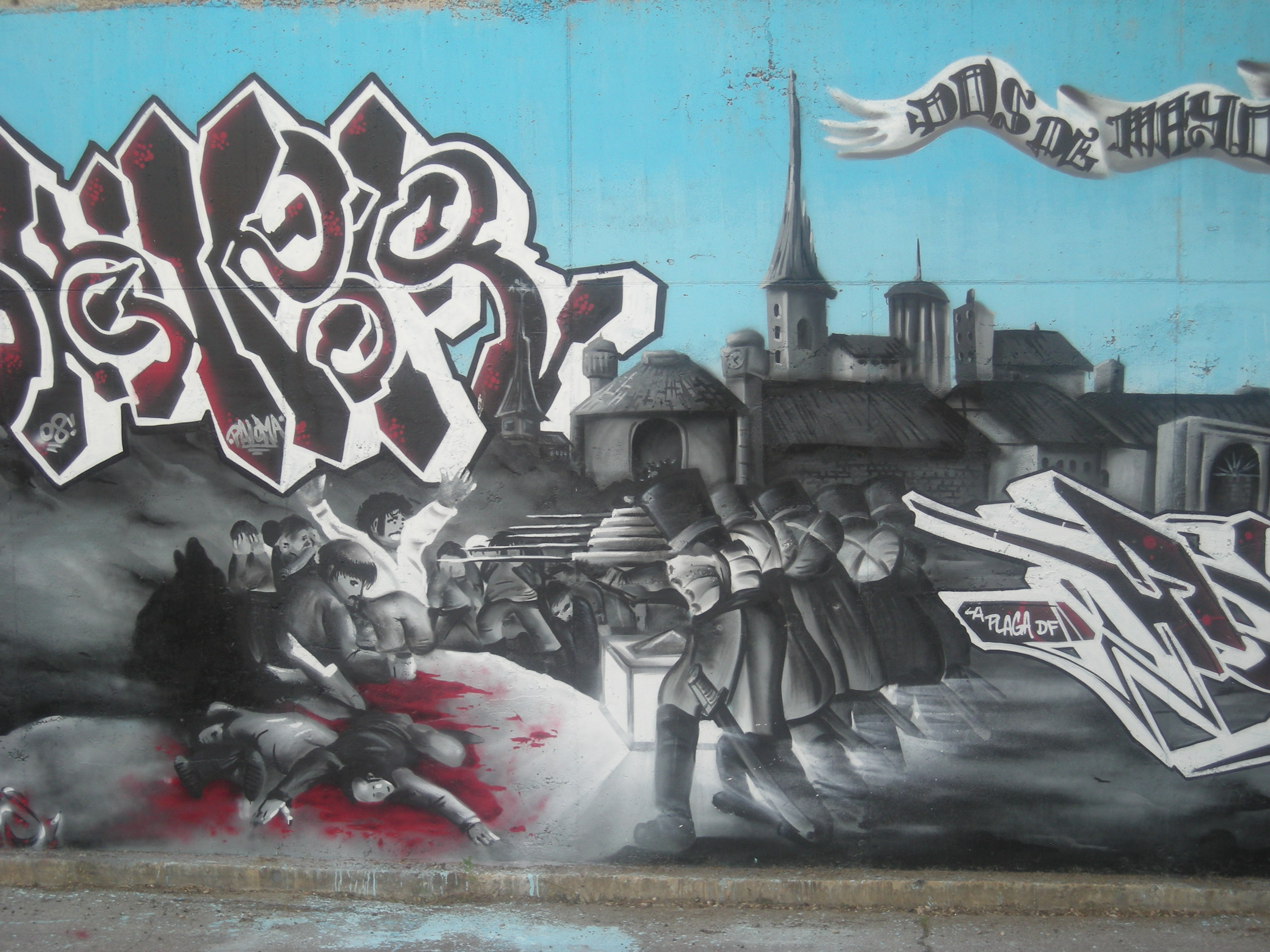
Versión de El tres de mayo de 1808 en Madrid en grafiti en Madrid.